# 克柳奇湖 (斯維爾德洛夫斯克州)
56°57′12″N 60°34′17″E / 56.95333°N 60.57139°E
克柳奇湖（俄语：Ключи），是俄羅斯的湖泊，位於該國中西部斯維爾德洛夫斯克州，面積0.35平方公里，海拔高度253.1米，集水區面積32平方公里，最大水深2米。